# Ronald Getoor

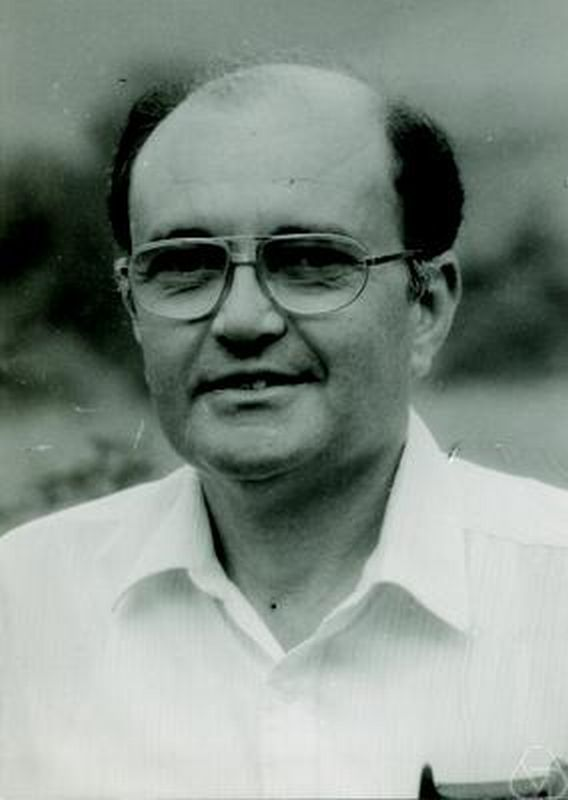
Ronald Getoor, Oberwolfach 1984

Ronald Kay Getoor (* 9. Februar 1929 in Royal Oak, Michigan; † 28. Oktober 2017) war ein US-amerikanischer Mathematiker.
Getoor studierte Mathematik an der University of Michigan mit dem Bachelor-Abschluss 1950, dem Master-Abschluss 1951 und der Promotion 1954 mit der Schrift  Some Connections Between Operators in Hilbert Space and Random Functions of Second Order. Als Post-Doktorand war er Instructor an der Princeton University. 1956 wurde er Assistant Professor und später Professor an der University of Washington. 1964/65 war er Gastprofessor an der Stanford University. Ab 1966 war er Professor an der University of California in San Diego.
Er befasste sich mit Wahrscheinlichkeitstheorie, speziell der allgemeinen Theorie der Markow-Prozesse und damit verbundener Potentialtheorie. Getoor war Fellow der American Mathematical Society und des Institute of Mathematical Statistics.
Er war seit 1959 verheiratet und hatte eine Tochter Lise Getoor, die Informatik-Professorin an der University of Maryland ist. Seine Frau entwarf Flugzeuge bei Boeing.

## Schriften
- Markov processes: Ray processes and right processes, Springer Verlag, Lecture Notes in Mathematics 440, 1975
- mit Robert McCallum Blumenthal: Markov Processes and Potential Theory, Academic Press 1968
- Excessive Measures, Birkhäuser 1990